# Anten (meer)
Anten is een meer in de gemeente Alingsås in het Zweedse landschap Västergötland. Het meer heeft een totale oppervlakte van 18 km² en is ongeveer 30 meter diep.
Anten betekent zwaan in het Zweeds, het meer heet dus Zwanenmeer.
De thans toeristische spoorlijn Anten - Gräfsnäs heeft een station bij het meer.